# Reggiane Re.2000
Reggiane Re.2000 var ett italienskt lågvingat jaktflygplan som i svenska flygvapnet hade benämningen J 20.

## Historik
Re.2000 konstruerades i slutet av 1930-talet av konstruktörerna Antonio Alessio och Roberto Longhi. Vid konstruktionen hämtades drag från den amerikanska flygindustrin. Trots likheten med Republic Seversky Model 106 lyckades Reggiane få fram ett flygplan med bättre aerodynamiska egenskaper än sin förebild.
Flygplanet var en lågvingad konstruktion med infällbara landställ, tillverkat av metall med en stjärnmotor från Piaggio. 
Flygplanet provflögs första gången 24 maj 1939 av Reggianes provflygare Mario De Bernardi. Det italienska flygvapnet provade ut flygplanet mot Macchi C.200, och efter utprovningen meddelade flygvapnet att de ej önskade köpa några Re.2000, däremot fick den gärna säljas utomlands. Prestanda ansågs som acceptabla men konstruktionen brast i vissa tekniska avseenden för det italienska flygvapnet.
Storbritannien beställde 300 flygplan och Ungern 70 st med rätt till licenstillverkning. Den brittiska ordern annullerades när Italien gick med i andra världskriget. Totalt tillverkades endast 158 flygplan av typen Re.2000 i Italien och av dessa levererades 28 stycken till den italienska marinen.

## Varianter
- Re.2000 Falco "Falk" - Första prototypflygplanet, nummer MM.408.
- Re.2000 Falco - Prototyp avsedd för katapultstart från fartyg, nummer NM 471 och NM 485.
- Re.2000 Falco 1 Serie I - 157 byggda. Produktionsvariant tillverkad i Italien med en Piaggio P.XIbis RC40D, luftkyld 14-cyl stjärnmotor om 1.040 hk.
- Re.2000 Falco 1 Serie II - 10 byggda. Variant för hangarfartyg med förstärkt struktur, bromskrok och en Piaggio P.XIbis-motor om 1,025 hk.
- Re.2000 Falco 1 (GA) Serie III - 12 byggda. Långräckviddsjaktplan med ny cockpit, större bränslekapacitet och extern kapacitet i form av en 170 liters extratank eller en bombkapsel med 22 st tvåkilos bomber.
- Re.2000 Catapultabile - okänt antal modifierade. Dessa flygplan var modifierade för att kunna skjutas iväg från ångkatapulter på skepp. Innan Italien kapitulerade fanns sex Catapultabile i tjänst på tre  skepp.
- J 12 - Svensk oanvänd beteckning för J 20. J 20 skulle från början heta J 12 men detta ändrades till J 20 då man redan hade två andra flygplan med nummerbeteckning 12: SK 12 och S 12.
- J 20 - 60 st i tjänst. Svensk beteckning för Falco 1 serie 1 i svensk tjänst.
- J 20A - Svensk oanvänd beteckning för J 20. Vanliga J 20 skulle ombetecknas J 20A om J 20B beställdes.
- J 20B - Italienskbyggda Falco 1 utrustade med svenskbyggda SFA STWC-3G-motorer i Sverige för Sverige. 60 st planerades men beställdes inte.
- MÁVAG Héja I Duvhök - 70 st i tjänst. Italiensk byggda Falco 1 utrustade med Manfred Weiss WM K-14 motorer (Ungersk kopia av Gnome Rhone K14) och hamilton standard propeller i Ungern för Ungern.
- MÁVAG Héja II - 134 byggda. Licenstillverkad Mavag Heja I i Ungern med en WM 14kfs Mistral-Major, 694 kW (1030 hk) motor.

## Användning i Sverige
Mellan 1941 och 1945 ingick Reggiane Re.2000 i Flygvapnet och benämndes J 20.
Eftersom USA belade de av Sverige tidigare beställda flygplanen med embargo 1940 sökte Kungliga Flygförvaltningen efter ersättningsflygplan och motorer i Tyskland och Italien. Re 2000 som just frisläppts av de italienska myndigheterna sågs som en möjlighet att förse en flottilj med jaktflygplan. 
Den 28 november 1940 tecknades en order på 60 Reggiane Re 2000 Falco 1. För att följa nummerserien av jaktflygplan fick flygplanet först benämningen J 12 men denna benämning ändrades redan före leverans till J 20 då siffran 12 användes av spaningsflygplanet Heinkel He 114, och då enligt Flygvapnets beslut skulle samma typnummer endast få ges till en huvudtyp av flygplan, dock med skilda bokstäver som angav uppgift. De första två flygplanen leveransflögs till Sverige ihop med leveransen av Caproni Ca 313 i september 1941. Resterande flygplan levererades per järnväg till CVV där ihopmonteringen utfördes. Med undantag av två flygplan som levererades till FC, tillfördes alla flygplan tredje jaktflottiljen F 10, då förlagd på Bulltofta i Malmö, för att svara för neutralitetsvakten runt landets sydligaste gränser under beredskapsåren. 
I december 1941 planerades ytterligare beställning av 60 flygplan. Dessa flygplan skulle utrustats med svensktillverkade Pratt & Whitney-motorer och haft beteckningen J 20B vilket i sin tur skulle ge vanliga J 20 beteckningen J 20A. Men dessa kom aldrig att beställas då SFA STWC-3G motorn inte var färdig för massproducering samt att utvecklingen av det inhemska jaktflygplanet J 22 var under gång.
Precis som med S 16 och J 11 drabbades J 20 av tekniska problem. Många detaljer var tillverkade av undermåligt material och detta orsakade driftstörningar och 24 haverier vilket är en större andel än för Caproni Ca 313. Det medförde att många J 20 tillbringade lång tid på verkstad. Trots det var det omtyckt av piloterna för dess goda flygegenskaper och fartegenskaper, eftersom det länge var flygvapnets snabbaste flygplan.

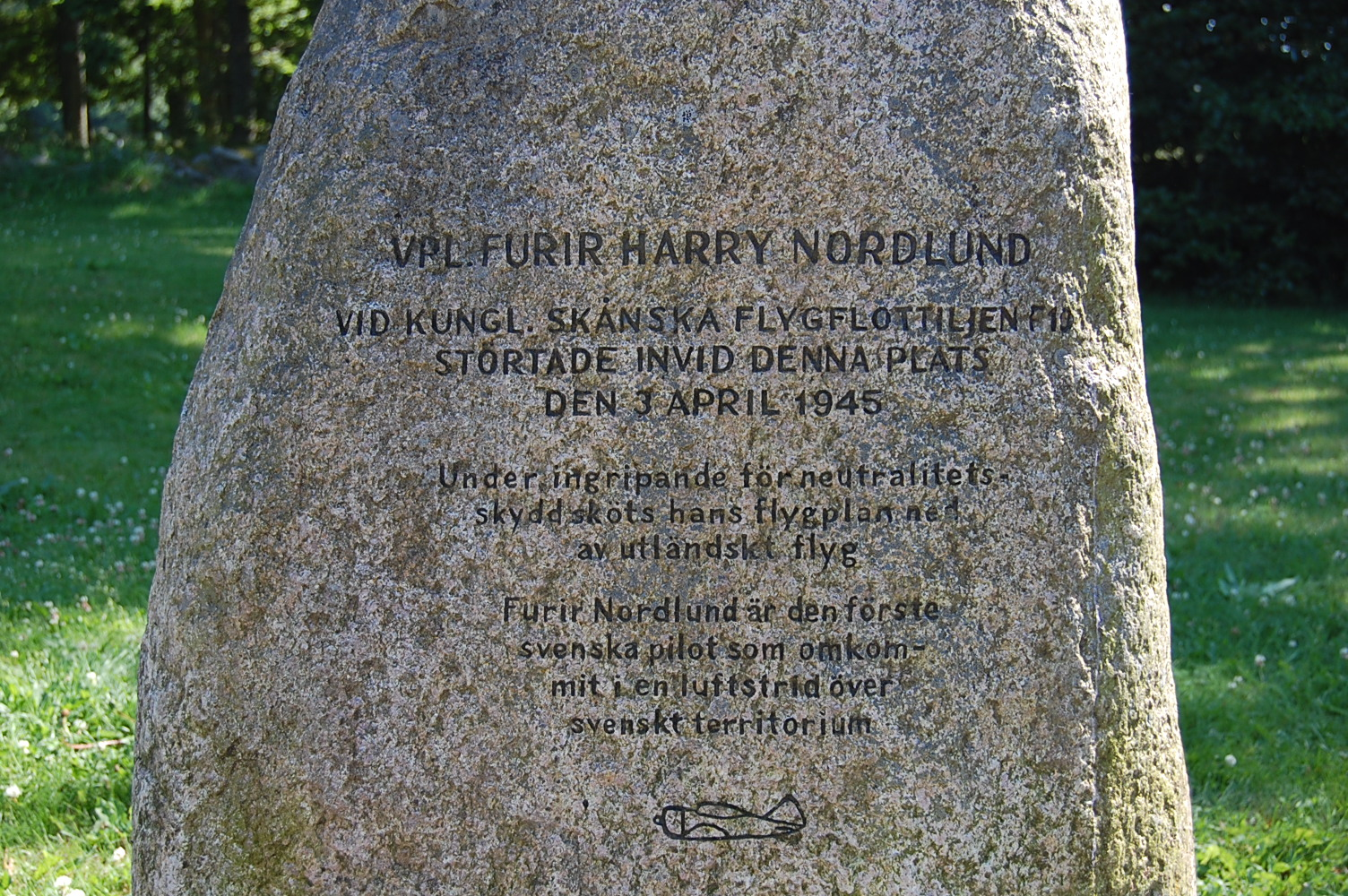
Harry Nordlunds minnessten på Ynde rastplats i Sölvesborg.

Ett flygplan blev nedskjutet i samband med avvisning av en tysk Dornier Do 24 utanför Sölvesborg den 3 april 1945 varvid piloten Harry Nordlund omkom. Ett minnesmärke finns vid nedslagsplatsen. J 20 utmönstrades 20 juli 1945  på grund av förslitningar i flygplanen och stora problem att få tag på reservdelar. Alla flygplan utom ett kasserades.
Det bevarade exemplaret kan beskådas på Flygvapenmuseum. Utöver detta finns ett stjärtparti bevarat hos Ängelholms Flygmuseum.